# NGC 7768
NGC 7768 est une vaste galaxie elliptique située dans la constellation de Pégase. Sa vitesse par rapport au fond diffus cosmologique est de 7 663 ± 28 km/s, ce qui correspond à une distance de Hubble de 113,0 ± 7,9 Mpc (∼369 millions d'al). NGC 7768 a été découverte par l'astronome britannique John Herschel en 1828.
NGC 7768 forme une paire de galaxies avec NGC 7767. Des observations faites par le télescope spatial Hubble ont montré que le noyau de la galaxie est entouré d'un disque de matière dont la masse est estimée à environ 7 × 103 {\displaystyle M_{\odot }}.
À ce jour, neuf mesures non basées sur le décalage vers le rouge (redshift) donnent une distance de 103,433 ± 19,355 Mpc (∼337 millions d'al), ce qui est à l'extérieur des valeurs de la distance de Hubble.

## Supernova
La supernova SN 1968Z a été découverte à proximité de NGC 7768 le 1er septembre 1968 par un dénommé Priser. D'une magnitude apparente de 17,9 au moment de sa découverte, son type n'a pu être identifié.
SN 1968Z est décrite comme étant survenue dans la galaxie NGC 7768, mais ses coordonnées célestes indiquent une position située au Nord-Est de NGC 7765, une galaxie spirale à proximité de NGC 7768. La localisation précise de la supernova est 23h 50m 54.4s en ascension droite et +27° 10′ 42″ en déclinaison.

## Abell 2666
NGC 7768 est la galaxie la plus brillante (notée BCG) de l'amas de galaxies Abell 2666,. Selon l'astronome amateur autrichien Bernhard Hubl, les autres galaxies les plus brillantes de l'amas sont NGC 7765, NGC 7766 et NGC 7767.